# جيش الحركة

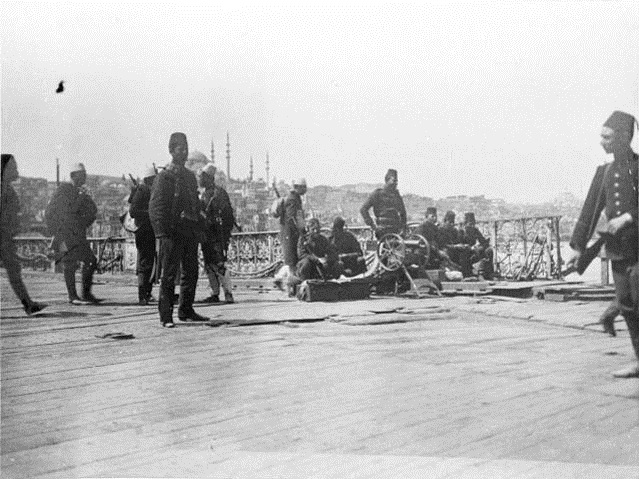
جنود من «جيش الحركة» على جسر غلطة.

جيش الحركة (بالتركية: Hareket Ordusu)‏ هو الاسم الذي أطلق على الجيش الذي قدم من الروملي لإخماد ثورة قامت بها بعض الكتائب ضد حزب الاتحاد والترقي الحاكم، وكان هذا في 31 مارس 1325 رومي / 13 نيسان 1909 ميلادي.